# Lantsch/Lenz
Lantsch/Lenz est une commune suisse du canton des Grisons, située dans la région d'Albula.

Vue aérienne (1947).